# Robert Power
Robert Power (Perth, 11 maggio 1995) è un ex ciclista su strada australiano, scalatore, si è aggiudicato la classifica individuale dell'UCI Oceania Tour 2014 ed è stato professionista dal 2016 al 2021.
Suo fratello Leon Power è un giocatore professionista di rugby a 15 nel ruolo di seconda linea.

## Carriera
Dotato di caratteristiche di scalatore, nel 2014 si aggiudica i campionati oceaniani Under-23 in linea e si piazza secondo ai campionati australiani in linea di categoria, vinti da Caleb Ewan. Grazie a questi risultati riesce anche a conquistare la classifica individuale dell'Oceania Tour. In Europa, gareggiando con la maglia della selezione australiana, si aggiudica anche il Gran Premio Capodarco 2014 e il Giro della Valle d'Aosta 2015, e si classifica secondo al Tour de l'Avenir 2014 dietro al colombiano Miguel Ángel López.
Dopo aver esordito nel 2015 nel circuito World Tour al Tour Down Under con il team UniSA-Australia, sponsorizzato dalla University of South Australia, nell'agosto 2016 debutta ufficialmente da professionista con la Orica-BikeExchange. Tra settembre e ottobre partecipa a importanti gare di fine stagione, quali Tour of Britain, Giro di Lombardia e Parigi-Tours, e ottiene il terzo posto alla Japan Cup.
Nel 2017 conclude quinto alla Prueba Villafranca de Ordizia e quarto alla Pro Ötztaler 5500. L'anno dopo si piazza sesto alla Strade Bianche, gara World Tour, e ottiene i primi successi da professionista, vincendo la Prueba Villafranca de Ordizia in luglio e la Japan Cup in ottobre; viene anche convocato per la prova in linea Elite dei campionati del mondo di Innsbruck.

## Palmarès
- 2013 (Juniores)

Trofeo Buffoni
3ª tappa Giro della Lunigiana (Fosdinovo > Fosdinovo)
- 2014 (dilettanti)

Campionati oceaniani, Gara in linea Under-23
Gran Premio Capodarco
Gran Premio Sportivi di Poggiana
Trofeo Sportivi di Briga
- 2015 (dilettanti)

Prologo Giro della Valle d'Aosta (Morillon, cronometro)
Classifica generale Giro della Valle d'Aosta
- 2018 (Mitchelton-Scott, due vittorie)

Prueba Villafranca de Ordizia
Japan Cup

### Altri successi
- 2014 (dilettanti)

Classifica individuale UCI Oceania Tour
- 2015 (dilettanti)

Classifica giovani Herald Sun Tour

## Piazzamenti

### Grandi Giri
- Giro d'Italia

2019: ritirato (6ª tappa)
- Vuelta a España

2019: 92º
2020: 37º

### Classiche monumento
- Liegi-Bastogne-Liegi

2019: ritirato
2020: 43º
2021: 57º
- Giro di Lombardia

2016: ritirato
2018: 78º
2019: ritirato

### Competizioni mondiali
- Campionati del mondo

Ponferrada 2014 - In linea Under-23: 35º
Innsbruck 2018 - In linea Elite: 70º